# Roginski
Roginski je priimek več oseb:
- Sergij Vasiljevič Roginski, sovjetski general
- Arsenij Roginski (1946–2017), ruski zgodovinar
- Boris Roginski, ruski filozof